# Carinotetraodon imitator
Espèce
Statut de conservation UICN

 DD  : Données insuffisantes
Carinotetraodon imitator est une espèce de poissons d'eau douce de la famille des Tetraodontidae. Elle a été longtemps confondue avec Carinotetraodon travancoricus qui présente des taches plus grandes que Carinotetraodon imitator. Ce poisson mesure environ 3 cm à l'âge adulte.
À l'état naturel il n'est présent qu'en Inde. Il est prisé en aquariophilie. C'est un poisson d'eau douce strict mais il y a parfois eu quelques confusions chez les aquariophiles car, vendu comme Dwarf pufferfish, il appartient à la famille nommée en anglais pufferfish (Tetraodontidae) qui contient beaucoup d'espèces marines. Il vit en eau chaude (22 à 26 °C) en bac bien planté et oxygéné, sans trop de courant.

## Dimorphisme sexuel
Le dimorphisme sexuel est le même que pour Carinotetraodon travancoricus, c'est-à-dire présence de rides derrière les yeux des mâles et ces derniers possèdent également un trait central, de couleur marron foncé à noir, sur le ventre.

## Alimentation
Il se nourrit essentiellement de mollusques et crustacés. En aquarium il est aisé de le nourrir de larves de moustique congelées, ou d'artémias vivantes. Avec un temps d'adaptation il mangera également des mollusques congelés (type moules, calamars…).

## Systématique
Le nom valide complet (avec auteur) de ce taxon est Carinotetraodon imitator Britz (d) & Kottelat, 1999,.
Carinotetraodon imitator a pour synonyme :
- Carinatetraodon imitator Britz & Kottelat, 1999 - graphie incorrecte

## Étymologie
Son épithète spécifique, du latin imitator, « imitateur », fait allusion à la très grande ressemblance de cette espèce avec Tetraodon travancoricus,.

## Publication originale
- (en) Ralf Britz et Maurice Kottelat, « Carinotetraodon imitator, a new freshwater pufferfish from India (Teleostei: Tetraodontiformes) », Journal of South Asian Natural History, vol. 4,‎ janvier 1999, p. 39-47 (ISSN 1022-0828, OCLC 31183120, lire en ligne).